# عبدالهادی فضلی
آیت الله دکتر شیخ عبدالهادی فضلی (تولد:۱۳۵۴قمری –درگذشت: ۱۴۳۴قمری/۱۳۹۲ شمسی) از عالمان و اندیشمندان شیعه عربستان بود.

## زندگی‌نامه
شیخ عبدالهادی فضلی فرزند شیخ محسن فضلی از دانشمندان معروف شیعه در عربستان است که دارای روحیه‌ای تقریبی و وحدت گرا بوده است. وی از نسل فضل بن ربیعه بصری احسائی است و از این رو به فضلی مشهور است. تبارش به قبیله طی باز می‌گردد. عبدالهادی در شب دهم رمضان ۱۳۵۴ ق (۱۹۳۵م) دیده به جهان گشود.

## تحصیلات
وی در چهارده سالگی برای تکمیل دروس مقدمات و سطح و خارج، به نجف مسافرت کرد و نزد عالمان دینی حوزه چون سید ابوالقاسم خویی، شیخ محمدطاهر آل راضی، شیخ محمدرضا مظفر، سید محمدتقی حکیم، سید محسن حکیم و سید محمد باقر صدر تحصیل کرد، همچنین به دانشکده فقه در نجف اشرف نیز راه یافت. این دانشکده با نظارت مرحوم مظفر اداره می‌شد. فضلی در سال ۱۳۸۲ق در رشته «اللغة العربیة» موفق به دریافت لیسانس شد. پس از قبولی در آزمون دانشکده آداب دانشگاه بغداد، در رشته «آداب فی اللغة العربیة» مشغول به تحصیل شد. در سال ۱۳۹۱ق رساله کارشناسی ارشد خود را با موضوع «اسماء الافعال و الاصوات، دراسة و نقد» با راهنمایی دکتر ابراهیم سامر و داوری شیخ عبدالهادی مطر، کمال ابراهیم و دکتر مهدی مخزومی، به انجام رساند.

## ارتباط علمی سیاسی
فضلی با بزرگانی چون محمدحسین فضل الله، شیخ محمدمهدی شمس‌الدین، سید مهدی حکیم، سید محمدباقر حکیم، شیخ احمد وائلی و... ارتباط دائمی داشت و همواره از انقلاب اسلامی ایران پشتیبانی می‌کرد و پیوسته از طریق شیخ محمدعلی تسخیری، مشاوره‌هایی با علمای ایران داشت. هنگامی که انقلاب اسلامی به پیروزی رسید پیام تبریک ارسال کرد و سفرهای هم به ایران داشت. ور همچنین با آیت الله سید علی خامنه‌ای دیدارهایی داشت.

## درگذشت
فضلی در سال۱۴۳۴ ق/فروردین ۱۳۹۲ش در هشتاد سالگی درگذشت و در سیهات در قطیف عربستان دفن شد. سید علی خامنه‌ای پیامی در وفات وی داد و گفت: «با حزن و اندوه فراوان، خبر درگذشت علامه آیت‌الله دکتر عبدالهادی الفضلی را دریافت نمودم. این علامهٔ فقید، عمر شریف خود را در جهاد علمی و سیاسی و دفاع از مقدسات امت اسلامی و مسائل بر حقّ آن سپری کرد. این فقید از پیشگامان تفکر و اندیشه و از نظریه‌پردازان برجستهٔ اسلامی بود و بهترین نشانهٔ این امر، آثار و تألیفات گرانسنگ ایشان است.
مرحوم الفضلی پناهگاه علمای امت بودند و با فکر و حرکت و جهاد و تلاش‌های وحدت‌آفرین خود، نمونه و اُسوه‌ای را در نزدیکی دل‌ها، وحدت بخشیدن به صفوف اسلام، همدلی و دوری از نزاع‌ها و اختلافات، و تمرکز نگاه‌ها و اندیشه‌ها بر دشمن مشترک آحاد امت عظیم اسلامی ارائه کردند. همچنین این فقید راحل در اواخر زندگی خود با صبر بر ابتلاء الهی و بیماری طاقت‌فرسا، نمونه و تصویر بسیار والائی از انسان مؤمنِ صابرِ شاکرِ واثق به خدای بزرگ و توانا و متوکل بر او به ظهور رساند.»

## پایگاه
- http://www.alfadhli.org بایگانی‌شده  در ۲۶ ژانویه ۲۰۲۱ توسط Wayback Machine